# Elmore Smith
Elmore Smith (né le 9 mai 1949 à Macon, Géorgie) est un ancien joueur américain de basket-ball. Pivot issu de l'université d'État du Kentucky, il évolua en NBA de 1971 à 1979. Il fut membre des Braves de Buffalo, des Lakers de Los Angeles, des Bucks de Milwaukee et des Cavaliers de Cleveland.
Lors de sa première saison, Smith inscrivit 17,3 points et 15,2 rebonds par match et fut nommé dans la NBA All-Rookie Team. Il était réputé pour ses capacités aux contres. Il fut leader de la ligue au nombre total de contres à deux reprises (1974 et 1975) et détient le record NBA du plus grand nombre de contres en un match en NBA, avec 17. Il réalisa cette performance contre les Trail Blazers de Portland le 28 octobre 1973, alors qu'il jouait pour les Lakers. Sa moyenne de 4,85 contres par match lors de la saison 1973-1974 (la première saison où les contres furent officiellement comptabilisés en NBA) est la 3e meilleure performance de l'histoire. Il détient le record de la franchise des Clippers de la meilleure moyenne aux rebonds par match sur une saison (13,8). Il était également un excellent rebondeur, totalisant un double-double de moyenne en carrière (13,4 points, 10,6 rebonds).
Smith fut l'un des quatre joueurs des Lakers transféré à Milwaukee (les trois autres étant Brian Winters et les choix de draft Junior Bridgeman et Dave Meyers) contre Kareem Abdul-Jabbar à l'issue de la saison 1974-1975.

## Records NBA
- 17 contres dans un match NBA le 28 octobre 1973 contre les Trail Blazers de Portland.
- Ce record lui permet également de détenir le record du plus de contres en une mi-temps avec 11, il détient ce record avec George Johnson et Manute Bol.

## Pour approfondir
- Liste des meilleurs contreurs en NBA par saison.
- Liste des joueurs de NBA avec 10 contres et plus sur un match.